# WA2000

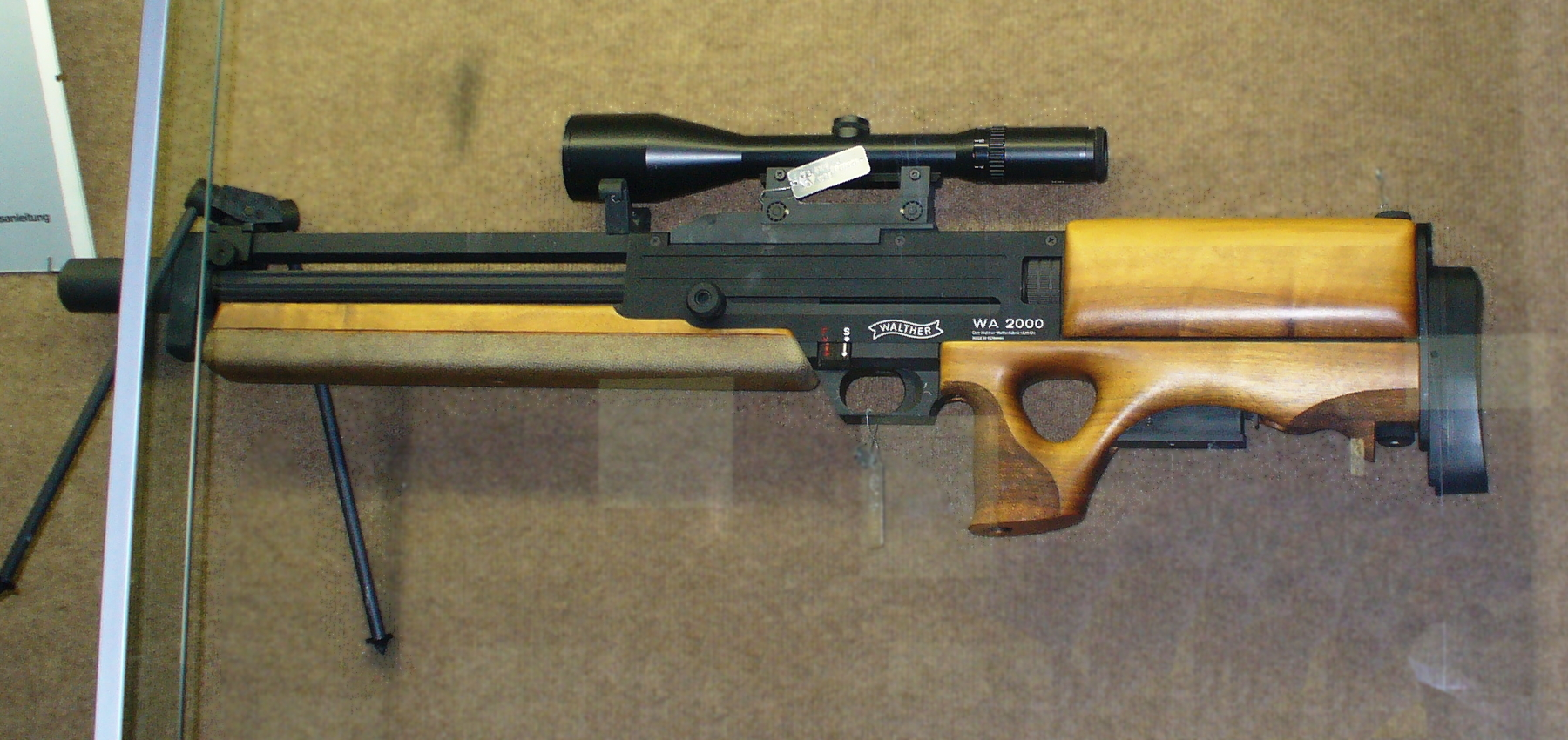
WA2000

De WA 2000 of kortweg W2000 is een semiautomatisch bull-pup-scherpschuttersgeweer dat ontworpen en gemaakt is in de Carl Walther GmbH Sportwaffen-fabriek.

## Ontwerp
Het effectieve bereik van de WA2000 ligt rond de 1000 meter. Het geweer is ontworpen tussen eind jaren 70 en begin jaren 80. Het ontwerp was speciaal gekozen omdat een standaard scherpschuttersgeweer erg lang is en dus lastig te vervoeren is. Het wapen is relatief kort ten opzichte van de lengte van de loop. Het was dus de bedoeling dat de totale lengte kleiner zou worden dan een standaard scherpschuttersgeweer. Standaard heeft de WA2000 een Schmidt & Bender 2,5-10×-telescoopvizier.
Er werd gekozen voor .300 Winchester Magnum-patronen als standaard kaliber omdat er op zeer lange afstanden nog steeds erg nauwkeurig het doel geraakt moet kunnen worden.
De WA2000 vuurt vanaf een gesloten systeem. Het magazijn van de WA2000 heeft de capaciteit voor zes patronen .300 Winchester Magnum.
Een projectiel (kogel) van de patroon .300 Winchester Magnum heeft een aanvangssnelheid (mondingssnelheid) Vo = ca. 910 m/s en een mondingsenergie Eo = ca. 5000 J.

## Variaties
Er zijn maar 176 stuks WA2000 gemaakt in drie kalibers. Mogelijke variaties op het kaliber:
- .300 Winchester Magnum (standaard WA2000)
- 7,62×51mm NATO
- 7,5×55mm Swiss

## Productie
De WA2000 werd gemaakt vanaf december 1970 tot november 1988. De productie stopte omdat de kosten te hoog waren en er dus te weinig van werden verkocht. Van de totaal 176 gemaakte geweren zijn er elf in het bezit van Earl J. Sheehan Jr., de directeur van Walther USA.

## Trivia
- In de Hitman-serie van computerspellen is de WA2000 het favoriete geweer van de hoofdrolspeler naast zijn kenmerkende roestvrijstalen, gedempte AMT Hardballers.
- In de James Bond-film The Living Daylights gebruikt Bond de sluipschutterversie van dit wapen om een Sovjetofficier te begeleiden.